# نيبيار (نيوزيلندا)
نيبيار (بالماورية: Ahuriri‏) مدينة تقع في إقليم هاوكس باي على الساحل الشرقي للجزيرة الشمالية لنيوزيلندا.

## المناخ
يظهر الجدول التالي التغييرات المناخية على مدار السنة لنيبيار:
| البيانات المناخية لـنيبيار         | البيانات المناخية لـنيبيار | البيانات المناخية لـنيبيار | البيانات المناخية لـنيبيار | البيانات المناخية لـنيبيار | البيانات المناخية لـنيبيار | البيانات المناخية لـنيبيار | البيانات المناخية لـنيبيار | البيانات المناخية لـنيبيار | البيانات المناخية لـنيبيار | البيانات المناخية لـنيبيار | البيانات المناخية لـنيبيار | البيانات المناخية لـنيبيار | البيانات المناخية لـنيبيار |
| الشهر                              | يناير                      | فبراير                     | مارس                       | أبريل                      | مايو                       | يونيو                      | يوليو                      | أغسطس                      | سبتمبر                     | أكتوبر                     | نوفمبر                     | ديسمبر                     | المعدل السنوي              |
| ---------------------------------- | -------------------------- | -------------------------- | -------------------------- | -------------------------- | -------------------------- | -------------------------- | -------------------------- | -------------------------- | -------------------------- | -------------------------- | -------------------------- | -------------------------- | -------------------------- |
| متوسط درجة الحرارة الكبرى °م (°ف)  | 24.5 (76.1)                | 24.2 (75.6)                | 22.7 (72.9)                | 19.9 (67.8)                | 17.4 (63.3)                | 15.0 (59.0)                | 14.1 (57.4)                | 15.1 (59.2)                | 17.3 (63.1)                | 19.2 (66.6)                | 20.9 (69.6)                | 23.2 (73.8)                | 19.5 (67.1)                |
| المتوسط اليومي °م (°ف)             | 19.5 (67.1)                | 19.4 (66.9)                | 17.7 (63.9)                | 15.0 (59.0)                | 12.4 (54.3)                | 10.0 (50.0)                | 9.4 (48.9)                 | 10.3 (50.5)                | 12.3 (54.1)                | 14.3 (57.7)                | 16.1 (61.0)                | 18.4 (65.1)                | 14.6 (58.3)                |
| متوسط درجة الحرارة الصغرى °م (°ف)  | 14.6 (58.3)                | 14.6 (58.3)                | 12.7 (54.9)                | 10.3 (50.5)                | 8.5 (47.3)                 | 6.8 (44.2)                 | 5.6 (42.1)                 | 6.4 (43.5)                 | 8.1 (46.6)                 | 9.6 (49.3)                 | 10.9 (51.6)                | 13.0 (55.4)                | 10.0 (50.0)                |
| الهطول مم (إنش)                    | 46.8 (1.84)                | 54.3 (2.14)                | 66.8 (2.63)                | 67.9 (2.67)                | 74.8 (2.94)                | 82.1 (3.23)                | 108.3 (4.26)               | 60.1 (2.37)                | 57.9 (2.28)                | 59.9 (2.36)                | 52.4 (2.06)                | 53.5 (2.11)                | 784.8 (30.90)              |
| متوسط أيام هطول الأمطار (≥ 1.0 mm) | 6.0                        | 5.9                        | 7.2                        | 7.1                        | 7.9                        | 8.8                        | 9.4                        | 8.2                        | 7.4                        | 7.5                        | 6.0                        | 6.5                        | 88.1                       |
| متوسط الرطوبة النسبية (%)          | 69.9                       | 73.9                       | 74.6                       | 77.1                       | 78.7                       | 79.9                       | 79.6                       | 76.0                       | 69.2                       | 67.3                       | 67.8                       | 67.0                       | 73.4                       |
| ساعات سطوع الشمس الشهرية           | 249.3                      | 202.6                      | 201.7                      | 172.4                      | 155.6                      | 130.7                      | 134.7                      | 166.8                      | 181.2                      | 213.9                      | 216.2                      | 233.7                      | 2٬258٫7                    |
| المصدر: NIWA Climate Data          |                            |                            |                            |                            |                            |                            |                            |                            |                            |                            |                            |                            |                            |

## مدن شقيقة
- توماكوماي، اليابان.

## أعلام
- فرانك دونالد روبسون
- بادي دونوفان
- ويليام راسيل
- أوين ودهاوس
- فرنسيس جون فوكس
- دانيال فرانك والز
- كريس جاكسون
- هنري هيل
- أنا لويس بلومان
- بن قاسكوين